# Кубок Испании по футболу 1951
Кубок Испании по футболу 1951 — 47-й розыгрыш Кубка Испании по футболу выиграл Барселона. Этот кубок стал десятым в истории команды. 
Соревнование прошло в период с 29 апреля по 27 мая 1951 года.

## Результаты матчей

### 1/4 финала
| Команда 1       | Итог | Команда 2      | 1-й матч | 2-й матч |
| --------------- | ---- | -------------- | -------- | -------- |
| Атлетик Бильбао | 5:2  | Спортинг Хихон | 3:1      | 2:1      |
| Реал Сосьедад   | 6:2  | Расинг         | 3:2      | 3:0      |
| Атлетико Мадрид | 1:2  | Реал Мадрид    | 0:1      | 1:1      |
| Атлетико Тетуан | 2:7  | Барселона      | 1:3      | 1:4      |

### 1/2 финала
| Команда 1     | Итог | Команда 2       | 1-й матч | 2-й матч |
| ------------- | ---- | --------------- | -------- | -------- |
| Реал Сосьедад | 3:0  | Реал Мадрид     | 1:0      | 2:0      |
| Барселона     | 2:1  | Атлетик Бильбао | 0:0      | 2:1      |

### Финал
| 27 мая, 1951                      | \| Барселона \| 3:0 \| Реал Сосьедад \| \| Родригес 31′, 67′ · Гонзальво 44′ \| Голы \| \| | Чамартин, Мадрид Зрителей: 75 000 |
| Барселона                         | 3:0                                                                                        | Реал Сосьедад                     |
| Родригес 31′, 67′ · Гонзальво 44′ | Голы                                                                                       |                                   |